# Ludwig Dahlberg

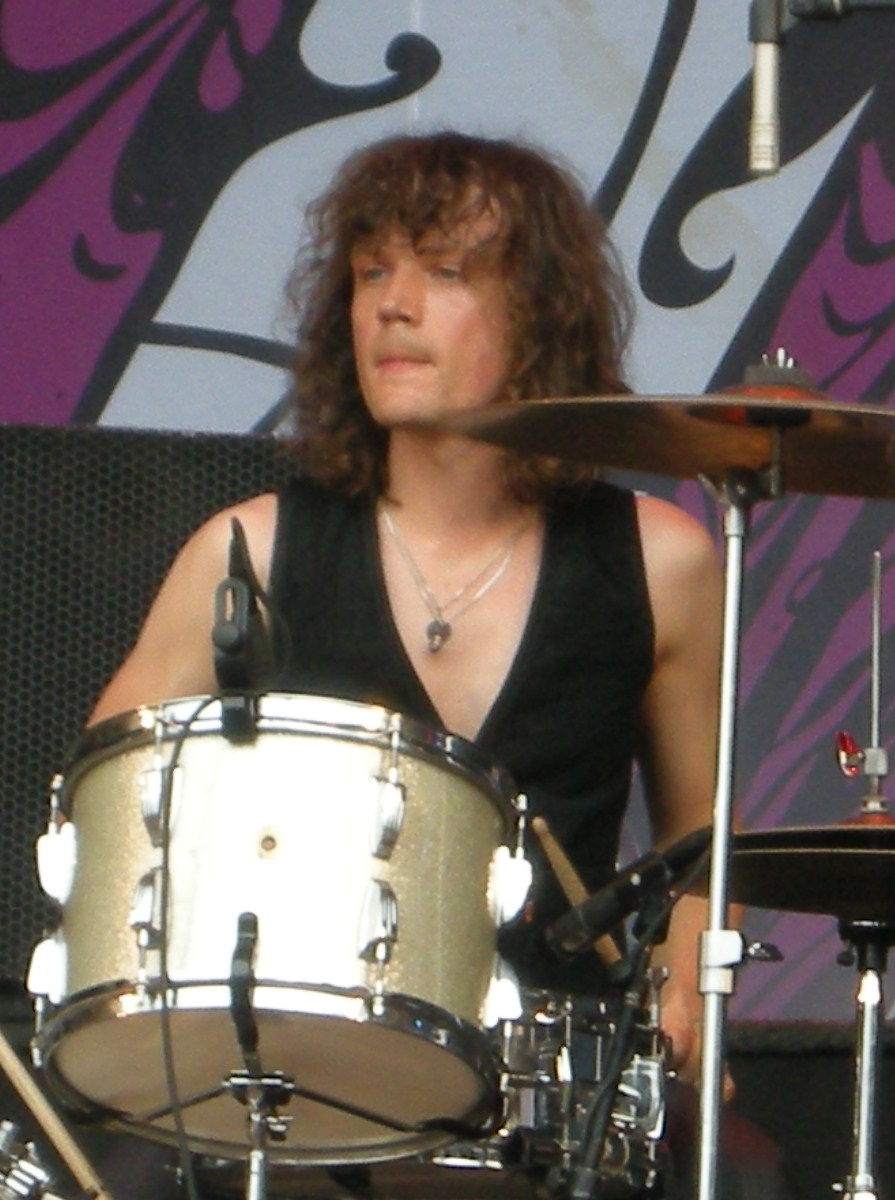
Ludwig Dahlberg auf dem Sonisphere Festival 2009

Ludwig Erik Sebastian Dahlberg (* 17. Oktober 1978 in Göteborg) ist ein schwedischer Schlagzeuger.
Seit April 2015 ist er der Schlagzeuger der französischen New-Wave-Rockgruppe Indochine und ersetzt damit François Soulier.
Zudem ist er Gründungsmitglied der Rockgruppe The (International) Noise Conspiracy.

## Diskografie

### Mit The (International) Noise Conspiracy

#### Studioalben
- 1999: The First Conspiracy
- 2000: Survival Sickness
- 2001: A New Morning, Changing Weather
- 2004: Armed Love
- 2008: The Cross of My Calling

### Mit Indochine

#### Studioalben
- 2017: 13

### Mit Renan Luce

#### Studioalben
- 2014: D'une tonne à un tout petit poids

### Mit Singtank

#### Studioalben
- 2014: Ceremonies

### Soundtracks
- 2008: Upp Till Kamp
- 2012: Call Girl

## Filmografie
- 2007: Upp till kamp
- 2014: Gentlemen
- 2015: MonaLisa Story